# Elisabeth Svantesson

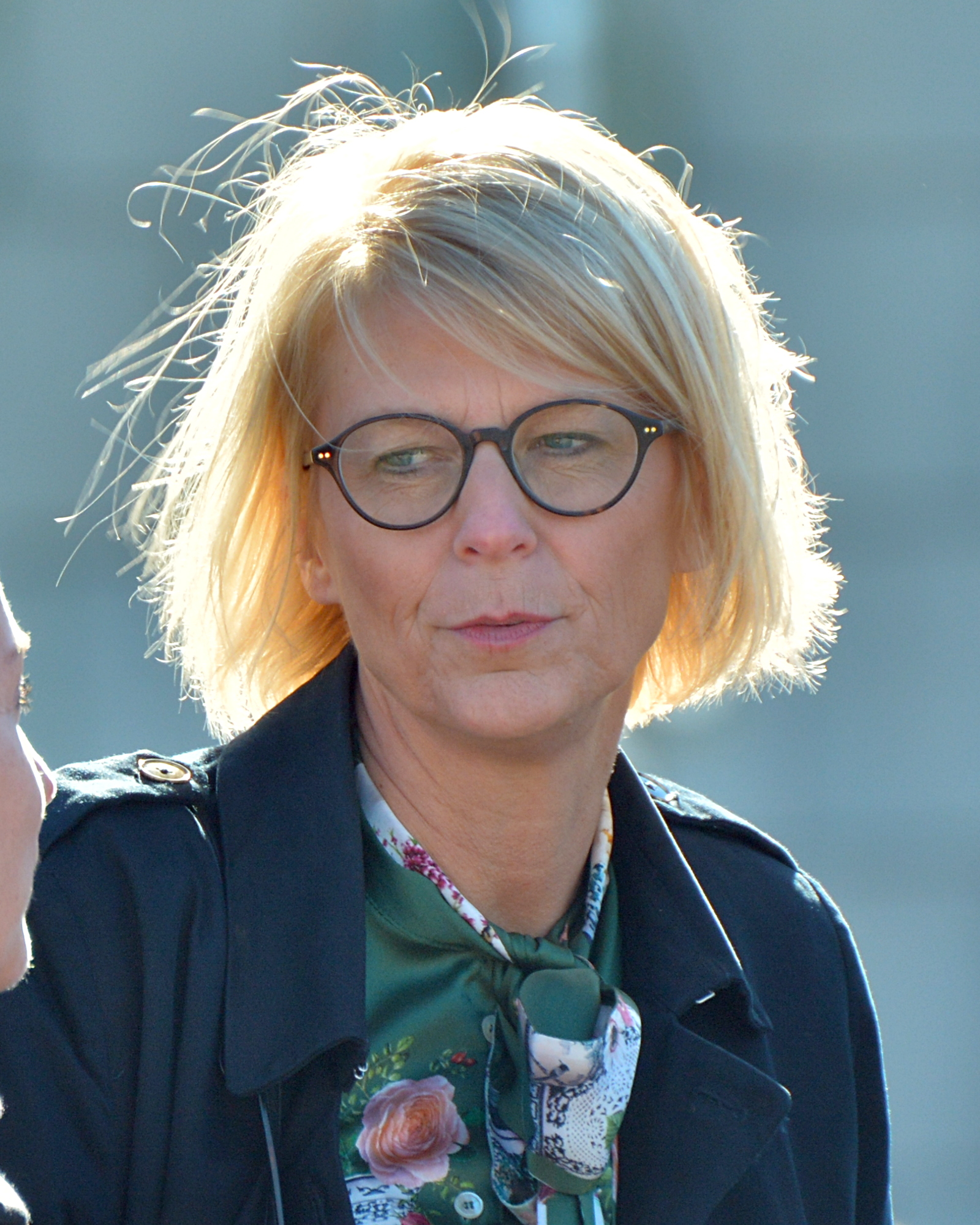
Elisabeth Svantesson, 2018

Elisabeth Svantesson (* 1967 in Lycksele) ist eine schwedische Politikerin der bürgerlich-konservativen Partei Moderata samlingspartiet (M). Seit 2006 ist sie Abgeordnete im Reichstag. Von September 2013 bis Oktober 2014 war sie die Arbeitsministerin ihres Landes. Seit Oktober 2022 ist sie Finanzministerin. 

## Leben
Svantesson kam im Jahr 1967 als Tochter des Pastors Alvar Lundin und der Lehrerin Karin Lundin in Lycksele zur Welt. Sie wuchs in Norrland auf. Im Jahr 2001 schloss sie ein Studium der Volkswirtschaftslehre an der Universität Uppsala ab. Davor hatte sie bereits ein Wirtschaftsstudium an der Universität Örebro absolviert, wo sie später arbeitete. In der Zeit von 2002 bis 2006 war sie Mitglied im Kommunalparlament von Örebro.
Im Jahr 2006 zog sie bei der Wahl zum Schwedischen Reichstag für den Wahlkreis Örebro län in den Reichstag ein. Dort war sie zunächst bis 2010 Mitglied im Arbeitsmarktausschuss, bevor sie nach der Wahl 2010 Mitglied im Finanzausschuss wurde. Im Jahr 2012 kehrte sie in den Ausschuss für den Arbeitsmarkt zurück, dessen Vorsitzende sie von Juni 2012 bis September 2013 war.
Am 17. September 2013 wurde sie im Zuge einer Kabinettsumbildung zur Arbeitsmarktministerin in der Regierung Reinfeldt ernannt. Sie übernahm dabei den Posten von Hillevi Engström, die neue Entwicklungsministerin wurde. Svantesson blieb bis zum Abgang der Regierung am 3. Oktober 2014 im Amt. Sie kehrte danach wieder als Abgeordnete in den Reichstag zurück. Dort wurde sie erneut Mitglied im Arbeitsmarktausschuss. Von Dezember 2014 bis Oktober 2017 fungierte sie als dessen stellvertretende Vorsitzende. Anschließend wurde sie stellvertretende Vorsitzende in Finanzausschuss. Im Oktober 2018 übernahm den Vorsitz des Finanzausschusses, bevor sie im Februar 2019 wieder die stellvertretende Vorsitzende wurde. Im Jahr 2019 erfolgte zudem ihre Wahl zur stellvertretenden Parteivorsitzenden der Moderaterna. Nach der Parlamentswahl 2022 wurde sie erneut Vorsitzende des Finanzausschusses.
Am 18. Oktober 2022 wurde Svantesson zur Finanzministerin in der neu gebildeten Regierung Kristersson ernannt.